# Vladimir Kokol
Vladimir Kokol (ur. 3 stycznia 1972 w Mariborze) – słoweński piłkarz który od 1 stycznia 2015 roku gra w NK Carda. W seniorskiej reprezentacji Słowenii zadebiutował 12 października 1994 roku. W wygranym 3:0 z Estonią meczu w Eliminacjach do Mistrzostw Europy w piłce nożnej 1994/1995 strzelił swoją jedyną bramkę w reprezentacji.